# Parnaíba
Parnaíba là một đô thị thuộc bang Piauí, Brasil. Đô thị này có diện tích 435,564 km², dân số năm 2007 là 140737 người, mật độ 323,11 người/km².